# 戸塚利絵
戸塚 利絵（とづか りえ、7月6日 - ）は日本の女性声優。長野県出身。青二プロダクション所属。

## 来歴
東海大学教養学部人間環境学科卒業。
アミューズメントメディア総合学院声優タレント学科在学中、文化放送で放送されていたラジオ番組『純子と涼のアシタヘストライク!』にて、3代目アシスタントパーソナリティオーディションに合格し、学院同期の五島貴史と共に一年間、皆川純子、広橋涼のアシスタントを務める。
亀戸サンストリートで行なわれた「3代目アシスタントパーソナリティ・卒業イベント」にて、青二プロダクションへのジュニア所属が決まった事を発表。
ラジオDJやテレビ番組のナレーション、イベント会場でのMCなど、多様な仕事を行なっている。
文化放送のインターネットストリーミングサービス超!A&G+では、地上デジタルラジオ実用化試験放送時代にサービス名告知や、地上デジタルラジオサービス終了告知を担当していた。

## 人物
声優としては、アニメ、洋画、ゲーム、CDドラマで活躍しており、テレビのナレーション、ラジオのパーソナリティ、イベントの司会やMC等も行うなど、幅広い活動を行っている。
あだ名はトリッツ。『純子と涼のアシタヘストライク!』第三期アシスタントパーソナリティーを決める「アシタヘ横断ウルトラクイズ」の予選中は「酉年（とりどし）」と呼ばれていた。
天真爛漫なキャラクター。
趣味は散歩、読書、映画・舞台鑑賞。特技はピアノ（国際大会出場経験あり）。
資格・免許は普通自動車免許、PADI OPEN WATER DIVER免許、珠算検定2級、スピードスケートC級。

## 出演
太字はメインキャラクター。

### テレビアニメ
2007年
- ゲゲゲの鬼太郎（第5作）（2007年 - 2008年、少女、女の子、50回転ズのファン）
- 鉄子の旅（沿線の人々）
- 祝!(ハピ☆ラキ)ビックリマン（子供、少年）
- レ・ミゼラブル 少女コゼット（市民）

2008年
- 西洋骨董洋菓子店〜アンティーク〜（メイドA）
- ねぎぼうずのあさたろう（2008年 - 2009年、妹、女の子）
- 墓場鬼太郎（級友）
- モノクローム・ファクター（メイド）
- 夜桜四重奏 〜ヨザクラカルテット〜（男の子、女子生徒、町人、子供達、ことはの友人、町人）
- ロボディーズ 風雲篇（アナウンス）

2009年
- あにゃまる探偵 キルミンずぅ（比留間エリナ）
- 犬夜叉 完結編（遊女）
- シャングリ・ラ（男の子）
- 戦場のヴァルキュリア（スージー・エヴァンス、ロジーナ・セルデン）
- 宙のまにまに（相沢奈々）
- それいけ!アンパンマン（ネコの女の子）
- 夏のあらし!（さき）
- P☆STAR（ホーリー、ウーサ、マーくん、ポリポリ、スーリン）

2011年
- 俺たちに翼はない（女性、女子A）
- セイクリッドセブン（リエ）

2012年
- 聖闘士星矢Ω（2012年 - 2013年、女子、ユミル）

2020年
- 大家さんと僕（2020年 - 2021年、霊媒師、猫、合コン女性、友達1、テレビスタッフ 他）

### 劇場アニメ
- セイクリッドセブン 銀月の翼（2012年、リエ[8]）

### ゲーム
2007年
- Kanon （PSP版）（店員、少女）
- DEAR My SUN!!〜ムスコ★育成★狂騒曲〜（クラスメート、少年、女）

2008年
- ポイズンピンク（ニーナ 他）
- 戦場のヴァルキュリア（スージー・エヴァンス、ロジーナ・セルデン）

2009年
- FRAGILE 〜さよなら月の廃墟〜（助手、男の子、すり切れた首輪）
- テイルズ オブ ザ ワールド レディアント マイソロジー2（ヒーローズボイス）
- 龍が如く3
- Lucian Bee's RESURRECTION SUPERNOVA（パメラ）
- ラブプラス（小毬真友子、教師 他）
- 信長の野望・天道
- ルーンファクトリー3（しののめ、レイ）

2010年代
- 戦場のヴァルキュリア2 ガリア王立士官学校（2010年、スージー・エヴァンス）
- 戦場のヴァルキュリア3 -Unrecorded Chronicles-（2011年、スージー・エヴァンス）
- NEWラブプラス（2012年、小毬真友子）
- ペルソナ5 ザ・ロイヤル（2019年）

2020年代
- Link!Like!ラブライブ!（2025年、ローカルテレビのアナウンサー）

### 吹き替え
- CSI:8 科学捜査班 #17
- タッチ・オブ・スパイス（レーラ、メガネの少年）
- パラサイトX（カミーラ）
- PARIS 2010 -パリ大洪水-（アーニャ、レポーター）
- 地底探検（ヴァルボルグ）

### ドラマCD
- 俺たちに翼はない ドラマシリーズ第1章 林田美咲（女子高生A）
- キャラクタードラマCD「ペルソナ3」Vol.3（キャスター）
- CLANNAD −クラナド− 〜光見守る坂道で〜（木村）
- 孤独のグルメ vol.2 ドラマCD
- 私立!三十三間堂学院（女子）
- ZX GIGAMIX（セードル、コンピュータ）
- 這いよれ! ニャル子さん ドラマCD（級友〈女〉）
- 夜桜四重奏 ドラマCD1 よざクラ!
- わたしたちの田村くん（女子）

### ラジオ
- 純子と涼のアシタヘストライク!（文化放送：3代目アシスタントパーソナリティ）
- おやじん☆トリッツのおもスタ(ノ∀`) !（BSQR：2006年1月10日 - 3月）
- Voice of A&G Digital 超ラジ!NEXT（超!A&G+：2008年1月1日 - 4月）
- 東京国際アニメフェア2009 超!ステーション（超!A&G+：2008年4月 - 2009年3月）
- 戸塚利絵の夢と魔法の世界につれてって（超!A&G+：2008年7月28日）
- 超!A&G+年越しスペシャル 4時間生でモゥ大変!2009（超!A&G+：2008年12月31日-2009年1月1日）
- 超!A&G+スペシャル 戸塚利絵のA&Gショップへようこそ（超!A&G+：2009年1月3日）
- 東京国際アニメフェア2010 超!ステーション（超!A&G+：2009年4月 - 2010年3月）
- 超!A&Gショップpresents 2009夏総決算!A&Gリクエスト対決〜めざせ第1党（超!A&G+：2009年8月30日）
- 東京国際アニメフェア2011 超!ステーション（超!A&G+：2010年4月 - 2011年3月）
- 東京国際アニメフェア2012 超!ステーション（超!A&G+：2011年4月 - ）

ラジオドラマ
- 流星倶楽部「第87話 鈍色の星 第2回」（花火大会の観客）（朝日放送・文化放送）
- VOMIC 霊能力者 小田霧響子の嘘（キョウカ）

### テレビ
- スッキリ!!（日本テレビ、ナレーション）
- 復活 謎を解け!まさかのミステリーSP（日本テレビ、V.O）
- 新・週刊フジテレビ批評（フジテレビ、ナレーション）
- 世界のテレビ局が協力 なるほど!ザ・ワールド（秘）映像で作る 世界地図の祭典!!（フジテレビ、V.O）
- スーパーモーニング（テレビ朝日、V.O）
- アニぱら（キッズステーション、ナレーション）
- キッズセレクト（キッズステーション、ナレーション）
- 子育てTV ハピクラ（キッズステーション、ラッピーの声）
- 東京国際アニメフェア アニメアワードグランプリ（TOKYO MX、ナビゲーター）

### DJ・イベント
- 東京ゲームショー2005 CESAチャリティーオークション（アシスタント）
- アシタヘストライク!エキスポ2005（東京都荒川区、サンパール荒川2005年7月10日）
- 3代目アシスタントパーソナリティ・卒業イベント（東京都江東区亀戸サンストリート、2006年3月26日）
- INAX Presents おつきあいセッション at 文化放送サテライトプラス ランチタイムミュージックトリーツ(DJ)
2006年7月〜10月毎週水曜日に、五島貴史と共演。
曜日を変えて、2006年10月〜12月毎週金曜日に、松原大典と共演。
- プーさんといっしょに!クイズ大会&撮影会(MC)
- クリスマス・ジャンボピザツリー（MC）
- 健康満載!高知野菜フェア 開催記念&橋本大二郎高知県知事来店記念イベント(MC)
- 株式会社JALUX 第45回 創立式典（影ナレーション）
- 東京国際アニメフェア2007 文化放送A&G 戸塚利絵の超ラジ!アネックス(DJ)
- ディズニー・オン・クラシック2007（ナビゲーター）

### その他
- ディズニー・オン・クラシック〜まほうの夜の音楽会2007（ライブ音源CD）
- DVD ハッピー!クラッピー「ハッピー!ソング セレクション♪」（2009年3月18日）
- サナトリウムサンクタム〜さなさな〜波の彼方の君へ（赤澤奈緒）
- 声優チャット
- 「探検！発見！地下鉄東西線」仙台市交通局製作（2010年3月）

## ディスコグラフィ

### キャラクターソング
| 発売日   | 商品名                                                                                      | 歌 | 楽曲                                                           | 備考                                                    |
| 2011年   | 2011年                                                                                      | 2011年 | 2011年                                                         | 2011年                                                  |
| -------- | ------------------------------------------------------------------------------------------- | --- | -------------------------------------------------------------- | ------------------------------------------------------- |
| 7月20日  | TVアニメーション「セイクリッドセブン」オリジナルメイドアルバム『はんどめいど☆そうるめいと』 | リエ（戸塚利絵）                                                                                               | 「Have a Goooood Time」                                        | テレビアニメ『セイクリッドセブン』 関連曲               |
| 7月20日  | TVアニメーション「セイクリッドセブン」オリジナルメイドアルバム『はんどめいど☆そうるめいと』 | 藍羽メイド隊S7                                                                                                 | 「乙女の翼」                                                   | テレビアニメ『セイクリッドセブン』 関連曲               |
| 2014年   |                                                                                             | |                                                                |                                                         |
| 11月12日 | ハッピー！クラッピー ハッピー！ソングベスト                                                 | まあたん（玉井雅世）、ラッピー（戸塚利絵）、クルン（平尾明香）、ジャルル（荒井聡太）、なんじゃ仙人（宮坂俊蔵） | 「あいことばは ハッピー！クラッピー」                          | 教育テレビ『ハッピー!クラッピー』オープニングテーマ     |
| 11月12日 | ハッピー！クラッピー ハッピー！ソングベスト                                                 | ラッピー（戸塚利絵）                                                                                           | 「にくマンボ!」                                                | 教育テレビ『ハッピー!クラッピー』関連曲                 |
| 11月12日 | ハッピー！クラッピー ハッピー！ソングベスト                                                 | なんじゃ仙人（宮坂俊蔵）、ラッピー（戸塚利絵）、クルン（平尾明香）                                             | 「いっしょにit’s show！！ ブラスBONド」                        | 教育テレビ『ハッピー!クラッピー』関連曲                 |
| 11月12日 | ハッピー！クラッピー ハッピー！ソングベスト                                                 | ラッピー（戸塚利絵）、クルン（平尾明香）、ジャルル（荒井聡太）、なんじゃ仙人（宮坂俊蔵）                       | 「あいことばは ハッピー！クラッピー（ハピクラワールドVer．）」 | 教育テレビ『ハッピー!クラッピー』関連曲                 |
| 11月12日 | ハッピー！クラッピー ハッピー！ソングベスト                                                 | ガシャキン（堀広希）、ラッピー（戸塚利絵）                                                                     | 「のりものゴーゴー」                                           | 教育テレビ『ゴーゴー!のりものタウン』オープニングテーマ |
| 11月12日 | ハッピー！クラッピー ハッピー！ソングベスト                                                 | ピポン、メガオ、Ｍｒ．ナンジャ、モジャケン、ラッピー（戸塚利絵）、クルン（平尾明香）                           | 「Naka York City」                                             | 教育テレビ『ハッピー!クラッピー』関連曲                 |
| 2015年   |                                                                                             | |                                                                |                                                         |
| 3月4日   | ハッピー！クラッピー ハッピー！ソング Happy! STEP UP                                        | まあたん（玉井雅世）、ラッピー（戸塚利絵）、クルン（平尾明香）、ジャルル（荒井聡太）、なんじゃ仙人（宮坂俊蔵） | 「あいことばは ハッピー！クラッピー」                          | 教育テレビ『ハッピー!クラッピー』オープニングテーマ     |
| 3月4日   | ハッピー！クラッピー ハッピー！ソング Happy! STEP UP                                        | ラッピー（戸塚利絵）、クルン（平尾明香）、ジャルル（荒井聡太）、なんじゃ仙人（宮坂俊蔵）                       | 「もしものメリーゴーランド」                                   | 教育テレビ『ハッピー!クラッピー』関連曲                 |
| 3月4日   | ハッピー！クラッピー ハッピー！ソング Happy! STEP UP                                        | ラッピー（戸塚利絵）、クルン（平尾明香）                                                                       | 「ぼくをのせて」                                               | 教育テレビ『ハッピー!クラッピー』関連曲                 |
| 3月4日   | ハッピー！クラッピー ハッピー！ソング Happy! STEP UP                                        | まあたん（玉井雅世）、ラッピー（戸塚利絵）、クルン（平尾明香）、なんじゃ仙人（宮坂俊蔵）                       | 「はぴはぴパレード」                                           | 教育テレビ『ハッピー!クラッピー』関連曲                 |
| 3月4日   | ハッピー！クラッピー ハッピー！ソング Happy! STEP UP                                        | ラッピー（戸塚利絵）、クルン（平尾明香）                                                                       | 「ゆき ゆき ゆき!」                                            | 教育テレビ『ハッピー!クラッピー』関連曲                 |
| 2017年   |                                                                                             | |                                                                |                                                         |
| 3月1日   | ハッピー!ソングぼくたちの羽根                                                               | まあたん（玉井雅世）、ラッピー（戸塚利絵）、クルン（平尾明香）、ジャルル（荒井聡太）、なんじゃ仙人（宮坂俊蔵） | 「あいことばはHappy Clapping Time」                            | 教育テレビ『ハッピー!クラッピー』オープニングテーマ     |
| 3月1日   | ハッピー!ソングぼくたちの羽根                                                               | ラッピー（戸塚利絵）、クルン（平尾明香）、ジャルル（荒井聡太）、なんじゃ仙人（宮坂俊蔵）                       | 「たからもの」                                                 | 教育テレビ『ハッピー!クラッピー』関連曲                 |
| 3月1日   | ハッピー!ソングぼくたちの羽根                                                               | ラッピー（戸塚利絵）、クルン（平尾明香）、ジャルル（荒井聡太）、なんじゃ仙人（宮坂俊蔵）                       | 「もしものメリーゴーランド」                                   | 教育テレビ『ハッピー!クラッピー』関連曲                 |
| 3月1日   | ハッピー!ソングぼくたちの羽根                                                               | ラッピー（戸塚利絵）、クルン（平尾明香）、ジャルル（荒井聡太）、なんじゃ仙人（宮坂俊蔵）                       | 「ボノボノクラップ♪あいうえお」                                | 教育テレビ『ハッピー!クラッピー』関連曲                 |

### ユニットメンバー
1. ↑  マナミ（田中真奈美）、アミ（七瀬亜深）、リサ&サオリ（林沙織）、リエ（戸塚利絵）、ミホ（中野美穂）、シオリ（三上枝織）、ユミコ（藤田由美子）